# Yorgelis Rodríguez
Yorgelis Rodríguez (Guantánamo, Cuba, 25 de enero de 1994) es una atleta cubana especializada en la prueba de heptatlón, en la que consiguió ser subcampeona mundial juvenil en 2011.

## Carrera deportiva
En el Campeonato Mundial Juvenil de Atletismo de 2011 ganó la medalla de plata en la competición de heptatlón, con una puntuación de 5671 puntos que fue su mejor marca personal, siendo superada por su paisana cubana Yusleidys Mendieta y por delante de la belga Marjolein Lindemans. 
Y en el Campeonato Mundial de Atletismo en Pista Cubierta de 2018 celebrado en Birmingham, ganó el bronce en pentatlón, tras la británica Katarina Johnson-Thompson y la austríaca Ivona Dadic, oro y plata respectivamente.